# Північно-Західна індіанська війна
Північно-Західна індіанська війна (англ. Northwest Indian War), також відома як війна в Огайо, війна Маленької Черепахи та під іншими назвами — війна між США (разом із союзними племенами корінних індіанців чикасо та чокто) проти Північно-Західної Конфедерації (конфедерації багатьох інших корінних американських племен), яку підтримували британці, за контроль над Північно-Західними територіями. Війна мала своїми коріннями багатовіковий конфлікт на цих землях спочатку серед корінними американськими племенами, а згодом з втручанням перемінливих союзів між племенами та європейськими державами, Францією та Великою Британією та їхніми колоніальними володіннями. В армії Сполучених Штатів Північно-Західна індіанська війна вважається першою з індійських воєн США.
Відповідно до статті 2 Паризького договору, яким закінчено американську війну за незалежність, Великі озера встановлювалися як кордон між територією Великої Британії та територією Сполучених Штатів. Численні корінні американські народи населяли цей регіон, відомий у США як країна Огайо та країна Іллінойсу. Незважаючи на договір, який передав Північно-Західну територію Сполученим Штатам, британці тримали там форти і продовжували політику, спрямовану на підтримку племен корінних американців. Посягання європейських поселенців на землі західніше від Аппалачів після війни, індіанська Конфедерація, очолювана гуронами, з 1785 року почала активні дії, намагаючись протистояти узурпації індіанських земель, заявивши, що землі на північ і захід від річки Огайо є територією індіанців. Президент Джордж Вашингтон наказав армії США забезпечити суверенітет США над цією територією. Армія США, що складається в основному з непідготовлених новобранців та волонтерів-міліціонерів, зазнала низку серйозних поразок, зокрема в 1790 році в кампанії Гармара та у нищівній поразці загону Сент-Клера в 1791 році на річці Вобаш. Близько 1000 солдатів та правоохоронців було вбито, а сили Сполучених Штатів зазнали набагато більше жертв, ніж їхні противники. Ці поразки є одними з найстрашніших за всю історію армії США.
Після катастрофи Сент-Клера Вашингтон наказав герою «Революційної війни» генералу «Божевільному» Ентоні Вейну організувати та підготувати належне збройне формування. Наприкінці 1792 року той прийняв командування над новим Легіоном США. Методично та професійно ведучи кампанію у долинах річок Великого Маямі та Момі в західній частині штату Огайо, Ентоні Вейн врешті привів своїх людей до вирішальної перемоги 20 серпня 1794 року в битві біля Фоллен Тімберз біля південно-західного берега озера Ері (недалеко від сучасного Толідо, штат Огайо). Потім заснував форт Вейн на місці столиці Маямі Кекіонга, який став символом присутності США в центрі Індійської країни. Переможені племена були змушені поступитися великою територією, включаючи значну частину сучасного Огайо, згідно з Грінвільським договором 1795 року. У тому ж році за договором Джея британці поступилися своїми аванпостами на берегах Великих озер на користь Сполучених Штатів.